# Weekends with Adele
Weekends with Adele é a primeira residência de concertos da cantora britânica Adele, realizada no Teatro Coliseum do Caesars Palace, em Las Vegas. Iniciada em 18 de novembro de 2022, a residência compreende shows nas noites de sextas-feiras e sábados pelo período de cinco meses, com finalização agendada para 25 de março de 2023. Em março de 2023, Adele marcou mais 34 shows para a digressão. Em outubro de 2023, Adele marcou as últimas 32 datas da residência. Em fevereiro de 2024, Adele anunciou que devido a problemas de saúde, as datas referentes ao mês de março haviam sido adiadas, sendo posteriormente remarcadas para os meses de outubro e novembro do mesmo ano.

## Antecedentes
A residência foi originalmente planejada para ocorrer entre 21 de janeiro e 16 de abril de 2022, mas foi adiada em 20 de janeiro após um anúncio de Adele. "Sinto muito, mas meu show não está pronto. Metade da minha equipe foi infectada com COVID-19 e tem sido impossível finalizar o concerto", afirmou. Além disso, a artista mencionou "atrasos de entrega" como mais um dos motivos do adiamento, pedindo desculpa aos fãs. Por outro lado, Adele recebeu críticas por conta da decisão de última hora, visto que muitos já haviam comprado ingressos e reservas de voos e hotéis.
As 24 datas remarcadas, junto com oito datas adicionais, foram anunciadas em 25 de julho do mesmo ano. Dois novos shows foram adicionados ao calendário, compreendendo a semana de véspera de Ano Novo, de 30 a 31 de dezembro de 2022.
Em março de 2023, Adele anunciou mais 34 shows adicionais, que ocorreriam de junho a novembro do mesmo ano. Além disso, um filme-concerto foi anunciado conjuntamente, com as filmagens programadas para acontecer durante as novas datas. Em abril de 2024, Adele anunciou as datas remarcadas que ocorreriam em março, para os meses de outubro e novembro de 2024, encerrando a residência com 100 apresentações.

## Recepção crítica
Os shows da residência foram elogiados de forma unânime pela crítica especializada. Katie Atkinson, da Billboard, considerou a performance "espetacular" e afirmou: "Foi extraordinário ver uma artista de seu nível estar tão presente e conseguir absorver tudo o que ela conquistou para chegar até este momento." Lindsay Zoladz, do The New York Times, afirma que "o palco de Adele é de tirar o fôlego, com muito drama e elegância condizentes com sua voz." Keiran Southern, do The Times, atribuiu nota 4/4 para o concerto, considerando-o um espetáculo. Dando pontuação máxima, Neil McCormick, do The Telegraph, afirmou que a residência é "íntima, mas espetacular, excêntrica, elegante e ricamente emocional".

## Repertório
O repertório segue o artigo da 'Billboard, publicado acerca dos shows de 18 de novembro de 2022 a 25 de março de 2023. It may not represent every show.
1. "Hello"
2. "Easy on Me"
3. "Turning Tables"
4. "Take It All"
5. "I Drink Wine"
6. "Water Under the Bridge"
7. "Send My Love (To Your New Lover)"
8. "Oh My God"
9. "One and Only"
10. "Don't You Remember"
11. "Rumour Has It"
12. "Skyfall"
13. "Hometown Glory"
14. "Love in the Dark"
15. "Set Fire to the Rain"
16. "When We Were Young"
17. "Hold On"
18. "Someone like You"
19. "Rolling in the Deep"
20. "Love Is a Game"

## Concertos
| Data                    | Público           | Receita     |
| ----------------------- | ----------------- | ----------- |
| 18 de novembro de 2022  | 100,000 / 100,000 | $52,800,000 |
| 19 de novembro de 2022  |                   |             |
| 25 de novembro de 2022  |                   |             |
| 26 de novembro de 2022  |                   |             |
| 2 de novembro de 2022   |                   |             |
| 3 de dezembro de 2022   |                   |             |
| 9 de dezembro de 2022   |                   |             |
| 10 de dezembro de 2022  |                   |             |
| 16 de dezembro de 2022  |                   |             |
| 17 de dezembro de 2022  |                   |             |
| 23 de dezembro de 2022  |                   |             |
| 24 de dezembro de 2022  |                   |             |
| 30 de dezembro de 2022  |                   |             |
| 31 de dezembro de 2022  |                   |             |
| 20 de janeiro de 2023   |                   |             |
| 21 de janeiro de 2023   |                   |             |
| 27 de janeiro de 2023   |                   |             |
| 28 de janeiro de 2023   |                   |             |
| 3 de fevereiro de 2023  |                   |             |
| 4 de fevereiro de 2023  |                   |             |
| 10 de fevereiro de 2023 |                   |             |
| 11 de fevereiro de 2023 |                   |             |
| 17 de fevereiro de 2023 |                   |             |
| 18 de fevereiro de 2023 |                   |             |
| 24 de fevereiro de 2023 |                   |             |
| 25 de fevereiro de 2023 |                   |             |
| 3 de março de 2023      |                   |             |
| 4 de março de 2023      |                   |             |
| 10 de março de 2023     |                   |             |
| 11 de março de 2023     |                   |             |
| 17 de março de 2023     |                   |             |
| 18 de março de 2023     |                   |             |
| 24 de março de 2023     |                   |             |
| 25 de março de 2023     |                   |             |
| 16 de junho de 2023     |                   |             |
| 17 de junho de 2023     |                   |             |
| 23 de junho de 2023     |                   |             |
| 24 de junho de 2023     |                   |             |
| 30 de junho de 2023     |                   |             |
| 1 de julho de 2023      |                   |             |
| 4 de agosto de 2023     |                   |             |
| 5 de agosto de 2023     |                   |             |
| 11 de agosto de 2023    |                   |             |
| 12 de agosto de 2023    |                   |             |
| 18 de agosto de 2023    |                   |             |
| 19 de agosto de 2023    |                   |             |
| 25 de agosto de 2023    |                   |             |
| 26 de agosto de 2023    |                   |             |
| 1 de setembro de2023    |                   |             |
| 2 de setembro de2023    |                   |             |
| 8 de setembro de2023    |                   |             |
| 9 de setembro de2023    |                   |             |
| 15 de setembro de2023   |                   |             |
| 16 de setembro de2023   |                   |             |
| 22 de setembro de2023   |                   |             |
| 23 de setembro de2023   |                   |             |
| 29 de setembro de2023   |                   |             |
| 30 de setembro de2023   |                   |             |
| 6 de outubro de 2023    |                   |             |
| 7 de outubro de 2023    |                   |             |
| 13 de outubro de 2023   |                   |             |
| 14 de outubro de 2023   |                   |             |
| 20 de outubro de 2023   |                   |             |
| 21 de outubro de 2023   |                   |             |
| 27 de outubro de 2023   |                   |             |
| 28 de outubro de 2023   |                   |             |
| 3 de novembro de 2023   |                   |             |
| 4 de novembro de 2023   |                   |             |
| 19 de janeiro de 2024   |                   |             |
| 20 de janeiro de 2024   |                   |             |
| 26 de janeiro de 2024   |                   |             |
| 27 de janeiro de 2024   |                   |             |
| 2 de fevereiro de 2024  |                   |             |
| 3 de fevereiro de 2024  |                   |             |
| 9 de fevereiro de 2024  |                   |             |
| 10 de fevereiro de 2024 |                   |             |
| 16 de fevereiro de 2024 |                   |             |
| 17 de fevereiro de 2024 |                   |             |
| 23 de fevereiro de 2024 |                   |             |
| 24 de fevereiro de 2024 |                   |             |
| 17 de maio de 2024      |                   |             |
| 18 de maio de 2024      |                   |             |
| 24 de maio de 2024      |                   |             |
| 25 de maio de 2024      |                   |             |
| 31 de maio de 2024      |                   |             |
| 1 de junho de 2024      |                   |             |
| 7 de junho de 2024      |                   |             |
| 8 de junho de 2024      |                   |             |
| 14 de junho de 2024     |                   |             |
| 15 de junho de 2024     |                   |             |
| 25 de outubro de 2024   |                   |             |
| 26 de outubro de 2024   |                   |             |
| 1 de novembro de 2024   |                   |             |
| 2 de novembro de 2024   |                   |             |
| 8 de novembro de 2024   |                   |             |
| 9 de novembro de 2024   |                   |             |
| 15 de novembro de 2024  |                   |             |
| 16 de novembro de 2024  |                   |             |
| 22 de novembro de 2024  |                   |             |
| 23 de novembro de 2024  |                   |             |
| Total                   | —                 | —           |